# Kazimierz Jeło Maliński
Kazimierz Jeło Maliński herbu Pietyrog – chorąży wołyński w latach 1649-1654.
Poseł na sejm 1649/1650 roku.